# Prime Tower
La Prime Tower è un grattacielo di Zurigo, in Svizzera, che misura in altezza 126 m (il più alto fino al 2015). È il secondo edificio più alto del paese, dopo la Roche Tower.